# Time and Tide
Time and Tide — британский еженедельный (позже ежемесячный) политический и литературный журнал, основанный Маргарет, леди Ронддой, в 1920 году. Он начинался как проводник левых и феминистских идей и рупор феминистской группы Six Point Group. Позже спектр журнала сместился вправо вместе со взглядами своего владельца. Он всегда поддерживал и публиковал литературные таланты.
Первый выпуск был опубликован 14 мая 1920 года, редактором была Хелен Арчдейл. Леди Рондда заняла пост редактора в 1926 году и оставалась им до своей смерти в 1958 году. 
В число авторов вошли Нэнси Астор, Джон Брофи, Энтони Кронин (литературный редактор журнала в 1956–1958 гг.), Э. М. Делафилд, Вера Бриттен, Кристал Истмен, Леонора Эйлс, Грэм Грин, Шарлотта Холдейн, Мэри Гамильтон, Дж. М. Харви, Уинифред Холтби, Сесили Гамильтон, Октавия Уилберфорс, Сторм Джеймсон, К. С. Льюис, Уиндем Льюис, Роуз Маколей, Наоми Митчисон, Эрик Ньютон, Джордж Оруэлл, Элизабет Робинс, Джордж Бернард Шоу, Хелена Суэнвик, Ребекка Уэст, Эллен Уилкинсон, Чарльз Уильямс и Вирджиния Вулф. 
Хотя точных данных, подтверждающих тираж журнала, нет, в первый год его продажи составляли от 5000 до 10 000 экземпляров в неделю, а в 1920-х годах этот показатель, по оценкам, вырос до 12 000–15 000 экземпляров, а во время Второй мировой войны — до 30 000 экземпляров. 
В 1940 году статья К. С. Льюиса «Необходимость рыцарства» была опубликована в журнале Time and Tide, положив начало сотрудничеству Льюиса с журналом, которое продлилось 20 лет и включало в себя ещё больше статей и рецензий. В 1944 году были опубликованы статьи Льюиса «Демократическое образование» и «Парфенон и оптатив», а «Гедоника» появилась в 1945 году. В 1946 году журнал опубликовал статьи Льюиса «Разные вкусы в литературе» и «Критика периода». В 1954 году Льюис опубликовал одну из первых рецензий на роман Дж. Р. Р. Толкина «Братство Кольца», а в 1955 году были опубликованы его рецензии на «Две крепости» и «Возвращение короля». Льюис также часто писал стихи, в том числе стихотворение «Метеорит» (7 декабря 1946 года), которое он использовал в качестве девиза для своей книги «Чудеса» (1947). 
Другим значительным автором был друг Льюиса и его коллега по Оксфорду «Инклинг» Чарльз Уильямс, который регулярно сотрудничал с 1937 года до своей смерти в 1945 году. Среди его важных статей был обзор текста «B» стихотворения У. Б. Йейтса «Видение» (1937) и изложение его собственного цикла поэм о короле Артуре «Талиесин через Логрес» (1938). 
В 1956 году Time and Tide и Андре Дойч опубликовали сборник любимых произведений в твёрдом переплете под названием «Time & Tide Anthology» с предисловием Рондды и под редакцией Энтони Лежена. 
После смерти Рондды в 1958 году в марте 1960 года издание перешло под контроль преподобного Тимоти Бомонта и редактора Джона Томпсона. Под их руководством в 1960-х годах он превратился в политический новостной журнал с христианским уклоном. Однако журнал продолжал приносить убытки в размере 600 фунтов стерлингов в неделю, и в июне 1962 года он продал его издательству Brittain Publishing Company, где его продолжил издавать У. Дж. Бриттен. В 1970 году журнал стал ежемесячным, а в 1979 году его издание прекратилось.
Позднее право собственности на Time and Tide было приобретено компанией Sidgwick and Jackson, дочерней компанией гостиничной группы Trust House Forte. Он был возрождён как ежеквартальное издание с 1984 по 1986 год, редактируемое из его всемирной штаб-квартиры в Лондоне Александром Ченслером и поддерживаемое очень богатым пэром, лордом Форте из Рипли.